# Bandera de Ibiza
La bandera de la isla de Ibiza está formada por la bandera de la Corona de Aragón con cuatro castillos sobre el mar en los ángulos de la bandera, en referencia a los quartons en los que se dividió la isla tras su conquista.
El entonces Consejo Insular de Ibiza y Formentera aprobó la enseña el 1 de diciembre de 1983.